# Larry Jay Diamond

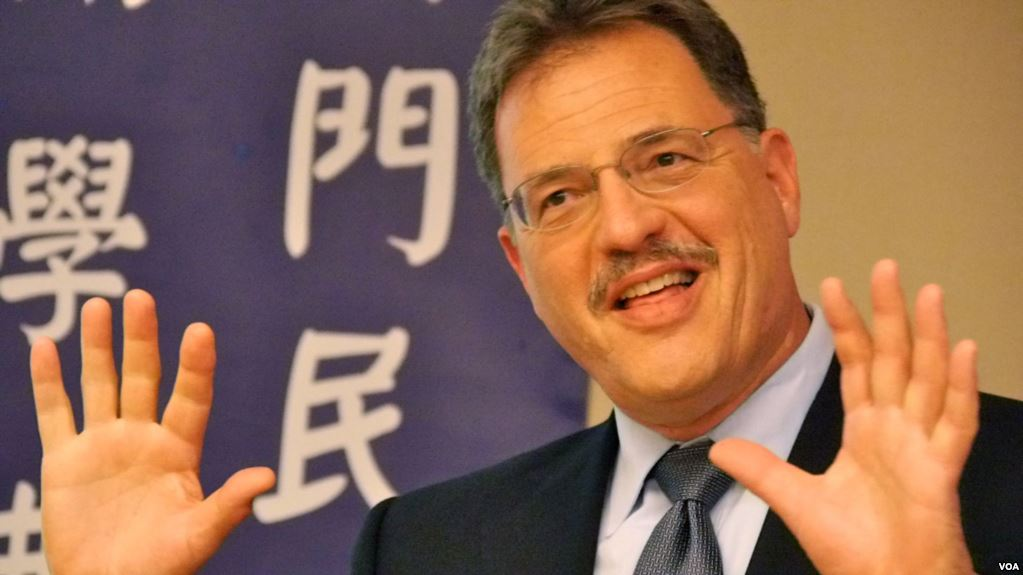
Larry Jay Diamond

Larry Jay Diamond (* 2. Oktober 1951) ist ein amerikanischer Soziologe und Politikwissenschaftler. Er lehrt als Professor an der Stanford University und ist zudem Senior-Fellow der Hoover Institution. Sein Fachgebiet ist die Demokratieforschung, er prägte die These von einer globalen „Rezession der Demokratie“.
Diamond studierte an der Stanford University, wo er 1974 das Bachelor-Examen und 1978 des Master-Examen ablegte und 1980 zum Ph.D. promoviert wurde. Bevor er 1985 als Professor an die Stanford University zurückkehrte, war er für fünf Jahre Assistenzprofessor an der Vanderbilt University.
Diamonds These von der globalen „Rezession der Demokratie“ wurde international rezipiert. In zahlreichen Studien betonte er, dass die Ursache dafür – unabhängig davon, wo der Niedergang zu beobachten ist – meist nicht so sehr in einem ökonomischen Scheitern liege, sondern in einem Zerbrechen der demokratischen Strukturen und der demokratischen Haltungen in den Eliten und in der Bevölkerung. Korruption zum Beispiel zerstöre Demokratie. „Demokratien“, so Diamond, „scheitern, wenn das Volk den Glauben an sie verliert und die Eliten ihre Normen für politisches Vorteilsdenken aufgeben.“
2023 wurde Diamond in die American Academy of Arts and Sciences gewählt.

## Schriften (Auswahl)
- mit Richard H. Pildes, Edward B. Foley: Electoral Reform in the United States: Proposals for Combating Polarization and Extremism. Lynne Rienner, Boulder 2025, ISBN 978-1-962551-65-6.
- Ill Winds: Saving Democracy from Russian Rage, Chinese Ambition, and American Complacency. Penguin, New York 2019, ISBN 978-0-525-56062-3.
- Als Herausgeber mit Marc F. Plattner und Christopher Walker: Authoritarianism goes global. The challenge to democracy. Johns Hopkins University Press, Baltimore 2016, ISBN 978-1-4214-1997-8.
- In search of democracy. Routledge, New York 2016, ISBN 978-0-415-78127-5.
- Als Herausgeber mit Abbas Milani: Politics and Culture in Contemporary Iran: Challenging the Status Quo. Lynne Rienner Publishers, Boulder 2015, ISBN 978-1-62637-146-0.
- Als Herausgeber mit Marc F. Plattner: Democracy in decline? Johns Hopkins University Press, Baltimore 2015, ISBN 978-1-4214-1818-6.
- The spirit of democracy. The struggle to build free societies throughout the world. Times Books/Henry Holt and Co., New York 2008, ISBN 978-0-8050-7869-5.